# Departamento Totonicapán
Totonicapán ist ein Departamento Guatemalas und liegt im Südwesten des Landes (Region VI). Es erstreckt sich auf über 1.000 Quadratkilometern und hat knapp 553.400 Einwohner. Die Hauptstadt des Departamentos ist das gleichnamige Totonicapán.
Das Departamento Totonicapán grenzt im Norden an das Departamento Huehuetenango, im Osten an Quiché, im Süden an Sololá und im Westen an Quetzaltenango.

## Landesnatur
Totonicapán liegt überwiegend im zentralen Hochland zwischen etwa 2000 und über 3000 Metern Höhe. Den Süden durchzieht die guatemaltekische Sierra Madre, die nach Norden hin zum Tal des Río Negro abfällt, hinter dem sich in den benachbarten Departamentos Huehuetenango und Quiché die Sierra de los Cuchumatanes erhebt. Totonicapán ist das kälteste Departamento Guatemalas. Der ursprünglich ausgedehnte Waldbestand wurde stark dezimiert. Es gibt mehrere Heißwasserquellen.

## Bevölkerung
In Totonicapán leben vorwiegend Quiché-Maya. Neben ihrer eigenen Sprache sprechen sie auch Spanisch. Die Indígenas und die übrige Bevölkerung leben in acht Municipios (Großgemeinden oder auch Landkreise):
| Totonicapán            | San Cristóbal Totonicapán   |
| San Francisco El Alto  | San Andrés Xecul            |
| Momostanango           | Santa María Chiquimula      |
| Santa Lucía La Reforma | San Bartolo Aguas Calientes |

Dem Departamento als staatlichem Verwaltungsbezirk steht ein von der Zentralregierung entsandter Gouverneur vor. Die Municipios sind eigenständige Gebietskörperschaften mit gewählten Bürgermeistern und Volksvertretungen und untergliedern sich in Aldeas  (Landgemeinden) und Caseríos, Parajes oder Fincas (Weiler und Höfe).

## Wirtschaft
Die Bevölkerung lebt überwiegend von der Landwirtschaft. Angebaut wird Mais, Hafer, Weizen, Bohnen, Apfel, Pflaumen und Passionsfrüchte. Eine bedeutende Rolle spielt auch das Kunsthandwerk und die Herstellung von Textilien (Wolldecken aus Momostenango).
Das kleine Departamento Totonicapán ist verkehrsmäßig nicht überall gut erschlossen. Im Südwesten wird es von der Interamericana (CA-1) durchquert, die an der Grenze zum Departamento Sololá ihren höchsten Punkt erreicht (3670 m). Bei San Cristóbal Totonicapán befindet sich eine wichtige Straßenkreuzung (Cuatro Caminos), von wo aus man die Städte Quetzaltenango und Totonicapán erreichen kann. Dem dünner besiedelten Norden des Departamentos fehlt es noch an einer modernen Verkehrsinfrastruktur.

## Sehenswürdigkeiten
Totonicapán gilt nicht als eines der bedeutenderen Touristenziele in Guatemala. Aus diesem Grund kann hier die ursprüngliche Lebensweise der Hochland-Quiché auf unverfälschte Weise nachempfunden werden. Das Tal zwischen Cuatro Caminos und der Stadt Totonicapán ist für seine reizvolle Landschaft und seine Thermalquellen bekannt. Die 1544 von den Spaniern gegründete Hauptstadt des Departamentos verfügt über ein neoklassizistisches Theater und die benachbarte Kirche San Miguel Arcángel. Vom Marktflecken San Francisco El Alto (2630 m) aus bietet sich ein weites Panorama auf die umliegenden Berge der Sierra Madre. Das weiter nördlich gelegene Momostenango ist ein religiöses Zentrum der Maya. An den Opferstätten Chit mesabal und Nim mesabal führen Maya-Priester und Schamanen zusammen mit der Landbevölkerung ihre alten Rituale durch.

## Geschichte
Totonicapán war vor der Ankunft der Spanier ein Zentrum der Quiché-Zivilisation. Während der Kolonialzeit begehrte die Maya-Bevölkerung immer wieder gegen die Spanier auf. 1816 weigerte man sich, Steuern an die spanische Krone zu zahlen. 1820 kam es zu einer von Atanasio Tzul angeführten Rebellion, der danach zum König der Quiché gewählt wurde, jedoch wenige Wochen später spanischen Truppen weichen musste. Tzul, der seinerzeit Bürgermeister von Totonicapán war, wurde zum Volkshelden, nach dem später Plätze, Straßen, Brücken und Schulen benannt wurden.
Nach der Unabhängigkeit von Spanien wurde das Gebiet im Oktober 1825 zum Departamento erhoben. Es schloss sich jedoch zwischen 1838 und 1849 wiederholt dem Estado de Los Altos an, der auch als sechster Staat der Zentralamerikanischen Konföderation bezeichnet wurde.
Der Name des Departamentos und seiner Hauptstadt stammt wahrscheinlich von dem Maya-Wort Totonilco ab, was so viel bedeutet wie „heißes Wasser“. Einer anderen Theorie zufolge bedeutet es „Vogelberg“ (totl – „Vogel“, nica – „Berg“, pan – Ortsnamenssuffix).